# Plagiobothrys lamprocarpus
Plagiobothrys lamprocarpus là loài thực vật có hoa trong họ Mồ hôi. Loài này được (Piper) I.M. Johnst. miêu tả khoa học đầu tiên năm 1932.